# Коттаямська війна
Війна Котітоте — безперервна серія збройних сутичок між Коттаямським королем Пашассі Рая та силами Британської Ост-Індської компанії, що тривали в часі з 1793 по 1806 рік. Зусилля Пашассі Рая були спрямовані на збереження незалежності і єдності царства, тоді як британці намагалися унезалежнити та розчленувати. Бажання правителя бути самостійним від британського впливу, розчарування в обіцянках поважати незалежність його царства та пронезалежні погляди близьких йому родин правителів Намбіар — Калітері Амбу й Каннаватха Санкарана, спричинилися до початку бойових дій. За часом здійснення бойових дій Коттаямська війна є найбільшою серед проведених Ост-Індською компанією — за кожну з англо-майсурських воєн, англо-маратхських, англо-сікхських та Палаяккарарської війни. Є однією з найжорстокіших та найбільш кровопролитних в історії Індії — британські полки за 10 років ведення бойових дій втратили убитими до 80 % особового складу — серед британських вояків та сипаїв. Дані щодо втрат армії Коттаяну відсутні.
Армія Коттаяма вела партизанську війну — переважно в гірських лісистих масивах поблизу Араламу та у Ваянаді, інших місцевостях, зона бойових дій поширювалася до Майсуру та Коїмбатору. Особливо гострим протистояння було в 1797, 1800—1801 та 1803—1804 роках. Через постійні невдачі Бомбейські полки були виведені і замість них розгорнуті Мадраські та збільшено їх чисельність — від 8000 1803-го до 14000 1804-го. Командуючий британськими військами Артур Веллслі визнав, що ця війна триватиме, доки буде живий Пашассі Рая. Власне, так і сталося — Пашассі загинув у військовій сутичці 30 листопада 1805 року, бойові дії закінчилися протягом кількох місяців. Після закінчення війни Коттаям був приєднаний британцями як округ Малабар до Мадраського президентства.
Загальна чисельність британських військових, задіяних у бойових діях, становила на початку 4000, 1800-го — 8000, 1804-го було залучено 14000 військовиків. Різні дослідники оцінюють сили Коттаямської армії в 2000-6000, вони були добре оснащені зброєю із ударно-кремнієвими замками, проте не вистачало набоїв. Тому після 1799 сили Коттаяму почали використовувати луки і мечі.

## Принагідно
- The East India Military Calendar